# D902i
FOMA D902i（フォーマ・ディー きゅう まる に アイ）は、三菱電機によって開発された、NTTドコモの第三世代携帯電話 (FOMA) 端末製品である。

## 機構
902iシリーズとしては一番早く、F902iと同時に発売された。D901iSに引き続き本体側面にあるボタンで開く「ワンプッシュオープン式」のスライド画面を採用した。前モデルのD901iSのスライド式のスタイルをそのまま引き継いだ形となるが、大きく角ばったD901iSを小さくスマートに丸っこくしたような形状になり、質量が減少し持ちやすさが向上した。開閉はボタン操作以外では開けることはできないようなっており、また閉めるときは全手動である。中にバネが入っており、滑らかな開閉が可能であるが途中で止めておくことができず、完全にオープンかクローズの状態でしか維持することが出来ない。クローズ状態でも十分な機能性があり、メールの閲覧や基本設定などの基本操作が可能である。
プッシュトークに対応した最初の製品であり、同サービスの宣伝に多用された。
また、この端末のボタンはオレンジ色に光る。

## ソフトウェア
iアプリは「コラムスジュエル」、「珍さんと一緒トランプ＆占い」、「iアニメッチャメーラーsuperDX500」、「Gガイド番組表リモコン」、「Edyアプリ」、「便利！多機能電卓」、「珍さん計画DXおこづかい帖プラス」がプリインストールされている。
着信メロディの再生は64和音まで再生し、この他にAACコーデックにより圧縮された音声ファイルの再生にも対応している。AACの音楽ファイルはミュージックプレイヤーとしてパソコンからUSBケーブルもしくはminiSDを経由して受け入れることができ、端末を閉じた状態での再生、すなわちバックグラウンド再生に対応している。
ソフトウェア上の仕様としてはiアプリ、画面メモ共に100件までとなっているほか、メールの保存件数の上限が受信メール1,000件、送信メール200件の合計1,200件までとなっており、メールフォルダの上限が40個となっている。また、iメロディの保存が最大で500件、電話帳が700件までとなっているが、これらの制限に到達する前にメモリが一杯になった場合、制限まで保存することができない。日本語入力にはATOKを採用している。
付加機能として、FOMAプラスエリア、赤外線通信、バーコードリーダー、通話料金上限通知、遠隔ロック、自動時刻補正機能が付随する。

## 仕様
寸法はスライドが閉じた状態で高さ109mm、幅50mm、厚さ19.5mmで、重さが約116gとなっている。ワイド画面の採用によりクローズ時のサイズが、他の機種よりも縦に長い。連続待受時間は電波の良い場所で静止の状態で約550時間、移動の状態で約380時間である。また、連続通話時間は165分間、連続テレビ電話通話時間は90分間以上となっており、色はメインが「プレミアムイエロー」で他に「ラスターホワイト」「クールブラック」「ルミナスピンク」の4色ある。後継のD902iSはD902iとほぼ同様の形状だが色のラインアップが異なる。電池パックはD06の型番で、3.7Vの起電力と790mAhの容量を持つ小型のリチウムイオン二次電池（リチウムポリマー）を用いている。 
カメラ性能は、メインカメラは富士フイルムのスーパーCCDハニカムを採用しているため、有効画素数は200万画素であるが記録画素数は400万画素となっている。テレビ電話用のサブカメラは有効画素数32万画素、記録画素数31万画素のCMOSである。カメラ撮影時のズームは、光学ズームは搭載せずデジタルズームだけとなっているが、アウトカメラ撮影時はソフトウェア処理により最小サイズ設定時の96×72ピクセルの撮影で28倍のズームが65段階に調整できる。なお、アウトカメラの位置は本体の裏面であり、レンズカバーがついている。レンズカバーの開閉させるだけで連動してカメラ機能の起動・終了が可能。オートフォーカス機能を搭載している。ストロボは非搭載だが、高輝度LEDをシャッターのタイミングにあわせて最大発光させることにより、光量を補うことができる。
一番の特徴として、発売当初は最大級の2.8インチの画面は縦長の世界最大級の画面を搭載した事である（スマートフォンを除く）。SO903iとソフトバンクモバイルの911SHが3インチで超える2006年11月25日まで、このサイズと同等か超える大きさの画面は後継のD902iSとD903i、およびSH903iのみだった。画面のサイズ比は3対4ではなく3対5の特殊な寸法で、対角約2.8インチの大きさを持つ。サブ液晶は持たず、メイン液晶の画素数はQVGAの横240ドット・縦320ドットを縦に拡張した、横240ドット・縦400ドットの、9万6千画素のものとなっている。これは262,144色の発色が可能なTFT液晶であるが、ディザリングによる擬似フルカラーは採用されていない。

なお、メーカーはこの「ワイド画面の利便性」、そして「スリムなボディ」を強くアピールしており、カタログなどのキャッチコピーには『WIDE FACE × SLIM BODY』を採用している。
外部メモリーはminiSDカードであり、ドコモの発表では128MB、のちに1GBまで対応が保障されているが、ユーザーコミュニティにおいては（仕様上の限界である）2GBの製品も一部動作可能であるとの報告もなされている。
iモードFelica対応ではあるものの、902iシリーズ中、唯一モバイルSuicaには非対応である。

## 歴史
2005年9月13日に技術基準適合証明 (TELEC) による審査を通過を通過、翌日9月14日に電気通信端末機器審査協会 (JATE) による審査を通過し、JATEからA05-0397001の認証番号を受けた。
同年10月19日には902iシリーズの開発が発表され、D902i・F902i・N902i・P902i・SH902i・SO902iの6機種が発表された。D902iは902iシリーズでは最も早い、同年11月11日に発売された。

### 略年表
- 2005年9月13日: 技術基準適合証明 (TELEC) による審査を通過。
- 2005年9月14日: 電気通信端末機器審査協会 (JATE) による審査を通過。
- 2005年10月19日: D902i・F902i・N902i・P902i・SH902i・SO902iの機種が発表される。
- 2005年11月11日: D902i 発売。

## 不具合
- 端末の大画面が故に画面のパネル内に微小の埃の混入が多発し、発売当初は問題となった。
- 2006年3月22日:認識できないデータが入ったminiSDカードがスロットに入っていると起動できない問題がソフトウェア更新で修正された。参考リンク
- 2006年12月7日:D902iが使用している電池パックD06の一部ロットに、異常発熱や破裂などの不具合が発生。リコールされ、ユーザーには新しい電池パックを郵送にて交換対応する。回収対象の型番は「OKA」「OLA」「PAA」「PBA」「PCA」「PDA」「PEA」の7種、130万個。交換用の電池確保を優先するためこの機種をはじめD902iS・D903iの発売を一時停止→ウィキニュース、2007年1月27日に販売が再開された→ウィキニュースが、その後に販売された製品においても一部不具合のある電池パックが同梱されていたことが判明している(参考リンク)。

この不具合の原因は、バッテリーセルを製造する三洋ジーエスソフトエナジー社のバッテリー製造工程の不良によるもので、セル内部の負極板が変形、絶縁シートを破り回路の短絡を引き起こした事が原因とされている。同社は2006年4月に、負極板の変形を防止する製造工程の改善および、電池ケースと電池端部との間に絶縁用のサイド保護テープを巻くという2重の改善を行った。